# Karel Finek
Karel Finek (né le 27 mai 1920 à Hradec Králové, à l'époque en Tchécoslovaquie, aujourd'hui en République tchèque, et mort le 8 septembre 1989) était un joueur de football tchèque, qui évoluait au poste de gardien de but, avant de devenir entraîneur.

## Biographie

### Carrière de joueur
Il joue pour le SK Baťov, le Slavia Prague et l'AS Saint-Étienne. Il est sélectionné deux fois en équipe nationale de tchécoslovaquie : contre la Yougoslavie et la France.

### Carrière d'entraîneur
Il entraîne Cracovia (à deux reprises), Śląsk Wrocław, le SK Slavia Prague (à deux reprises), le Wisła cracovie, le Garbarnia Cracovie, SpVgg Weiden et le FC Amberg.

## Palmarès
- Champion de Bohême-Moravie en 1941 et 1942 avec le Slavia Prague